# IceWM

IceWM é um gerenciador de janela para X11

IceWM, no contexto dos sistemas Unix, é um gerenciador de janelas para o X Window System. Foi escrito em C++ por Marko Maček e é liberado sob os termos da GNU General Public License. É relativamente leve no uso da memória e do uso do processador, e vem com temas que permitem imitar o UI do Windows 95 a Windows 7, OS/2, e Motif e de outras GUI.

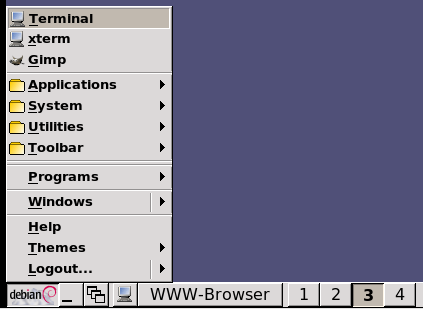
O menu inicial do IceWM assemelha-se ao Windows 95

O IceWM pretende se destacar na qualidade visual, mas sem deixar de ser leve e configurável.
IceWM pode ser configurado através de arquivos de texto armazenados no diretório home, facilitando a adaptação às necessidades particulares de um usuário e permitindo o ajuste e cópia de configurações. IceWM tem uma barra de tarefas opcional com menu, uma barra de exposição das tarefas, monitores de rede e processador, verificação de correio eletrônico e relógio configurável. Inicialmente o suporte aos menus do GNOME e do KDE era disponibilizado em pacotes separados. Em versões recentes do IceWM, este suporte é incorporada no seu próprio pacote. Existem programas gráficos externos para editar a configuração e o menu.

## Ligações Externas
- Website Oficial
- IceWM Control Center
- IceWM Control Panel
- IceWM Themes